# Deborah James
Pour les articles homonymes, voir James.
Deborah James, née le 1er octobre 1981 à Londres et morte le 28 juin 2022 à Woking (Royaume-Uni), est une journaliste britannique, animatrice de podcast et militante caritative de Londres. 
En 2016, elle est diagnostiquée d'un cancer de l'intestin incurable et anime ensuite le podcast You, Me and the Big C sur BBC Radio 5 sur sa lutte contre la maladie.

## Biographie
Deborah James est née à Londres le 1er octobre 1981, d'Heather James et Alistair James. Elle a fréquenté l'école salésienne de Chertsey, puis a étudié l'économie à l'université d'Exeter. 

### Carrière et maladie
Deborah James est professeure principale adjointe spécialisée en informatique et en e-learning à l'école salésienne de Chertsey, puis enseigne à l'école Matthew Arnold de Staines-upon-Thames où elle travaille jusqu'à son diagnostic de cancer de l'intestin en 2016. Son cancer est catégorisé en phase 4, incurable.
Elle commence ensuite à travailler comme journaliste et chroniqueuse pour The Sun, détaillant son expérience contre le cancer. En mars 2018, elle commence à présenter le podcast You, Me and the Big C pour BBC Radio 5, aux côtés d'autres patientes cancéreuses : Lauren Mahon et Rachael Bland (cette dernière décède en septembre 2018). En octobre 2018, elle sort son livre F*** You Cancer: How to Face the Big C, Live Your Life and Still Be Yourself,.
En juin 2021, après avoir subi plusieurs traitements, Deborah James déclare que son cancer évolue dans la « mauvaise direction » et que les médicaments sur lesquels elle comptait ne sont plus efficaces. Le 9 mai 2022, James publie une mise à jour de son état de santé sur les réseaux sociaux, et déclare qu'elle reçoit des soins palliatifs à domicile et que « son corps ne peut tout simplement plus continuer »,,. Moins de 48 heures après son message, plus de 3 millions de livres sterling ont été collectés pour sa campagne, le Bowelbabe Fund,, et une semaine après, le lundi 16 mai, les dons atteignent plus de 6 millions de livres sterling. Le 12 mai, James est nommée dame commandeur de l'ordre de l'Empire britannique (DBE). Son titre lui est remis par le prince William, duc de Cambridge, dans sa maison familiale,. Elle décède le 28 juin 2022.

### Vie privée
Deborah James est mariée à Sebastian Bowen avec qui elle a deux enfants,.